# 甲日·洛迪

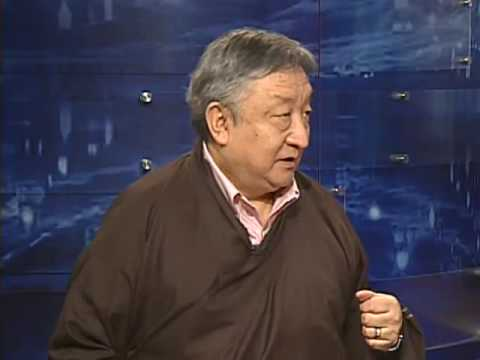
Lodi Gyari Rinpoche, 2010

嘉日•洛珠坚参（藏語：རྒྱ་རི་བློ་གྲོས་རྒྱལ་མཚན，Lodi Gyari，1949年—2018年10月29日）西康省甘孜（今四川省甘孜藏族自治州）人，西藏独立运动人士。

## 生平
甲日·洛迪是甘孜的大头人甲日·尼玛坚赞的二儿子，曾经被认定为甘孜的土木寺堪布阿丹的转世，自幼在寺院中受教育。9岁时，甲日·洛迪随父亲到西藏，两年后即1959年随父亲逃往印度。
1966年，甲日·洛迪作为甲日家族的成员进入了西藏流亡政府秘书处任职，并结识了达赖喇嘛的弟弟丹增曲杰，二人成为好友。1970年，经达赖喇嘛授意，二人组织了西藏青年大會（简称“藏青会”）。甲日·洛迪历任藏青会秘书长、副主席，1975年出任主席。
为了“要向全世界介绍西藏斗争”，甲日·洛迪创办了自由西藏通讯社和英文报刊《西藏之声》，这是流亡藏人首批创办的英文媒体之一。不久，甲日·洛迪先后任职于西藏流亡政府宗教部、卫生部、外交部，并成为达赖喇嘛的私人秘书及英文翻译。
1987年，达赖喇嘛决定建立驻外办事机构，最终在海外设了十余个办事处以及两个特别代表处。其中达赖喇嘛选择甲日·洛迪出任华盛顿特使办公室特使。1987年，甲日·洛迪到达美国就任。任内他多次安排达赖喇嘛出访美国。1988年，甲日·洛迪在华盛顿创立了西藏国际运动，并任董事会执行主席。1991年，他代表达赖喇嘛方面同东突厥斯坦独立运动方面的多里坤·艾沙等创立了世界民族地位组织，主张“帮助那些没有加入联合国和其他世界性组织以及在国际上无地位的民族恢复独立与自由”，甲日·洛迪任该组织指导委员会主席。1992年1月，世界民族地位组织在爱沙尼亚召开会议，甲日·洛迪与会，并在会上对东突厥斯坦独立运动人士称：“我们将全力帮助你们，你们把各分会联合起来就有力量了。我们可以联合行动。”1994年10月16日，亚洲民主共同体年会在美国纽约召开，西藏独立运动、东突厥斯坦独立运动人士以及一些西方国家的议员与会，甲日·洛迪在会上发言表示：“西藏人的忍耐是有限度的，如果不能与中国当局谈判解决西藏问题，我们不排除采取暴力行动的可能。”“如果东突厥斯坦、内蒙古和西藏任何一国的问题解决不好，都将成为中国乃至整个世界的棘手问题。”
2002年开始，甲日·洛迪和格桑坚赞被选定为达赖喇嘛同中央谈判特使（中共方面称为“达赖喇嘛的私人代表”“同中央接触商谈”）。任内，甲日·洛迪和格桑坚赞先后同中央进行了9次会谈，最后一次是在2010年1月。根据中央方面的立场，甲日·洛迪和格桑坚赞只能是达赖喇嘛的私人代表，所谈内容限于达赖喇嘛及其身边人士放弃分裂立场、考虑政治前途问题。但是，作为达赖喇嘛的私人代表，甲日·洛迪和格桑坚赞在双方接触中则多次代表西藏流亡政府发言，并在2008年举行的第9次接谈中给中央提交了一份备忘录，内称“西藏流亡政府是广大藏民的利益和藏人的代表者”。2008年11月5日第9次接谈结束后，甲日·洛迪、格桑坚赞于11月6日抵达印度，首先会见了西藏流亡政府首席部长桑东。这都引起了中央方面对二人身份的质疑。2012年，甲日·洛迪和格桑坚赞向西藏流亡政府提出辞去达赖喇嘛同中央谈判特使的职务，西藏流亡政府首席部长洛桑森格接受了二人的辞呈。两人在辞呈中说，由于北京方面继续对西藏问题采取“顽固强硬立场”，导致了自焚等事件发生，使情势恶化，所以方才辞职。2013年，全国政协民族和宗教委员会主任朱维群在接受《新苏黎世报》记者采访时表示，“第一个问题，您说的‘谈判代表’应当是指甲日洛地先生，这位先生确实没说过他代表‘流亡政府’和我谈，他说他代表达赖喇嘛本人，正因为如此，我们才能谈下去。但现在达赖集团的当政者洛桑森格则反复说今后的接谈是‘流亡政府’和中国中央政府的谈判，从而把接谈的基础完全破坏了。据我所知，甲日洛地先生对洛桑孙根的态度实际是不满意的。尽管甲日洛地先生和我的观点不一致，但我很尊重他，他实际上是被洛桑孙根等人从接谈代表位置上赶走的。”
2018年10月29日在美国旧金山因癌症去世。

## 政治主张
甲日· 洛迪曾说：“对于西藏问题，我首先希望600万西藏人能自由地生活在一起；二是西藏人能按自己的信仰生活；三是西藏能成为印度与中国两大文明的桥梁。西藏想独立于中国而存在是不现实的，西藏应该是中华人民共和国的一部分，不应该是彻底独立的。”2006年11月14日，甲日· 洛迪在美国布鲁金斯研究所发表演讲，称“影响中国‘和平崛起’的内部因素，包括台湾问题、西藏问题和新疆问题。中国的‘和谐社会’与‘和平崛起’，是喊喊口号，还是真抓实干，西藏问题无疑是一块试金石。”
2012年4月23日，國際西藏運動董事長，时任達賴喇嘛尊者與中國領導人談判委員會執行主席的甲日·洛迪在华盛顿的美國外交關係委員會发表演讲，认为各国应当承认西藏流亡政府，绕开同中华人民共和国建交时所承认的一个中国政策；各国政府和领导人应当同达赖喇嘛站在一起，認定對話和非暴力是解决冲突的原则；反对一些学者和人士提出的取消《中华人民共和国宪法》內有關民族区域自治的規定的主张，认为这一规定是「中間道路」能在《中华人民共和国宪法》框架内实施的基础；國際社會应当共同承擔「國家保護責任（Responsibility to Protect, R2P）」，以保护西藏人民。